# 留邊蘂町
留邊蘂町（日语：〔〕／ Rubeshibe chō */?）為過去位於日本北海道網走支廳的行政區劃，已於2006年3月5日與北見市、常呂町、端野町合併為新設立的北見市。轄區內有「北狐狸牧場」、「北海道狐狸村·馴鹿旅遊牧場」等以放養為主題的旅遊牧場。在二次世界大戰前，曾經有亞洲最大的水銀礦山，並有全日本唯一的水銀回收工廠。
名稱源自阿伊努語的「ru-pes-pe」，意思為沿著道路下來的河川。

## 歷史
- 1915年4月1日：從野付牛町（後來的北見市）分割出獨立設置成村，此時名為武華村。[2]
- 1921年6月15日：改制並改名為留邊蘂町。
- 1938年4月1日：成為北海道一級町。
- 2006年3月5日：與北見市、端野町、常呂町合併為新設立的北見市。

## 產業
主要產業包括農業、林業、旅遊業，主要農產包括洋蔥、小麥。

## 交通

### 機場
- 女滿別機場（位於大空町）

### 鐵路
- 北海道旅客鐵道
  - 石北本線：（常紋號誌站） - 金華车站 - 西留邊蘂車站 - 留邊蘂車站

### 道路
| 高速道路 - 北見・網走自動車道（興建中） 一般國道 - 國道39號 - 國道242號 主要道道 - 北海道道88號本別留邊蘂線 - 北海道道103號留邊蘂濱佐呂間線 | 道道 - 北海道道247號置戶溫根湯線 - 北海道道307號留邊蘂停車場線 |

## 觀光景點

### 娛樂
- 溫根湯溫泉
- 鹽別溫泉
- 瀧之湯溫泉
- 北見溫泉
- 釣り堀厚和
- 留邊蘂町弓道場
- 八方台：森林公園、滑雪場
- 創造之森

### 觀光
- 北狐狸牧場
- 山之水族館、鄉土館
- 北海道狐狸村、馴鹿觀光牧場
- 留邊蘂町開拓資料館
- 小野塚正信記念館
- ：北海道的指定自然文物
- - 果夢林之館：木工體驗工房
- 石北峰
- 北狐狸牧場

### 祭典
- 溫根湯杜鵑祭：5月上旬
- 溫根湯溫泉祭：8月的第一個星期六及星期日

## 教育

### 高等學校
- 道立北海道留邊蘂高等學校

### 中學校
| - 留邊蘂町立溫根湯中學校 - 留邊蘂町立瑞穗中學校 | - 留邊蘂町立留邊蘂中學校 |

### 小學校
| - 留邊蘂町立溫根湯小學校 - 留邊蘂町立瑞穗小學校 | - 留邊蘂町立大和小學校 - 留邊蘂町立留邊蘂小學校 |

## 本地出身的名人
- 神田山陽：講談師。
- 柴田三雄：攝影師。
- 松樹路人：西洋畫家。
- 柴田ヨクサル：漫畫家。

## 外部連結
- （日語）北見市留邊蘂綜合支所